# Escut de Canalda
L'escut oficial de Canalda té el següent blasonament:
Escut caironat: de gules, una faixa semipal d'argent, acompanyada, al cap, d'un card d'or de tres flors.

## Història
Va ser aprovat el 9 de maig del 2002.
El card d'or sobre camper de gules prové de les armes parlants dels Cardona, als quals pertanyia el castell de Canalda. La faixa semipal d'argent al·ludeix a l'etimologia del poble: Canalda ve del mot preromà Kanavita, que significa "el camí de la gorja", en referència a la situació geogràfica del lloc; la faixa simbolitza el camí, mentre que el pal es refereix a la gorja.
Com és habitual en tots els escuts de les entitats municipals descentralitzades, el de Canalda no porta corona.